# Llista de peixos de Michigan

Localització de Michigan als Estats Units

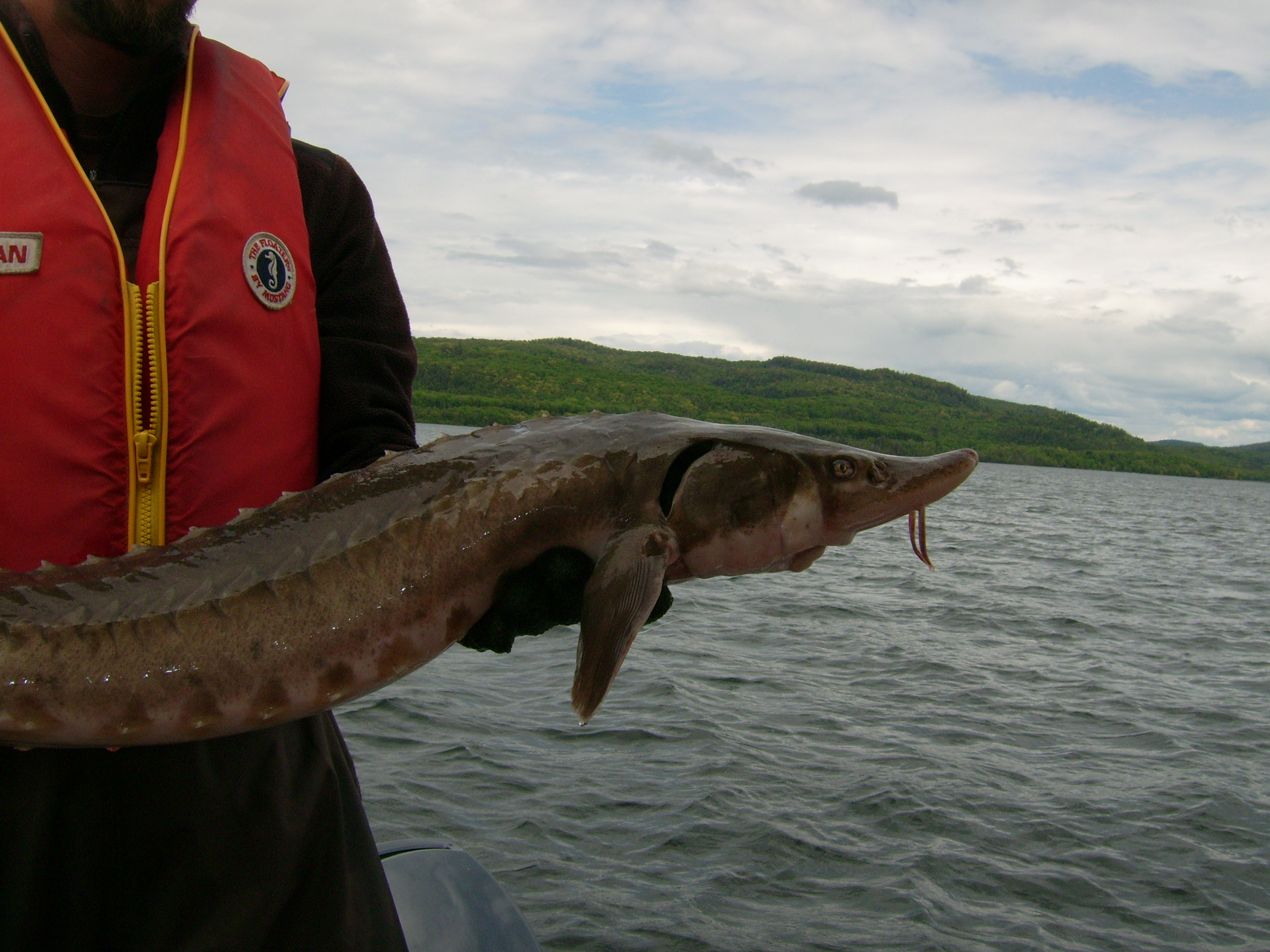
Esturió groc (Acipenser fulvescens) capturat al llac Superior

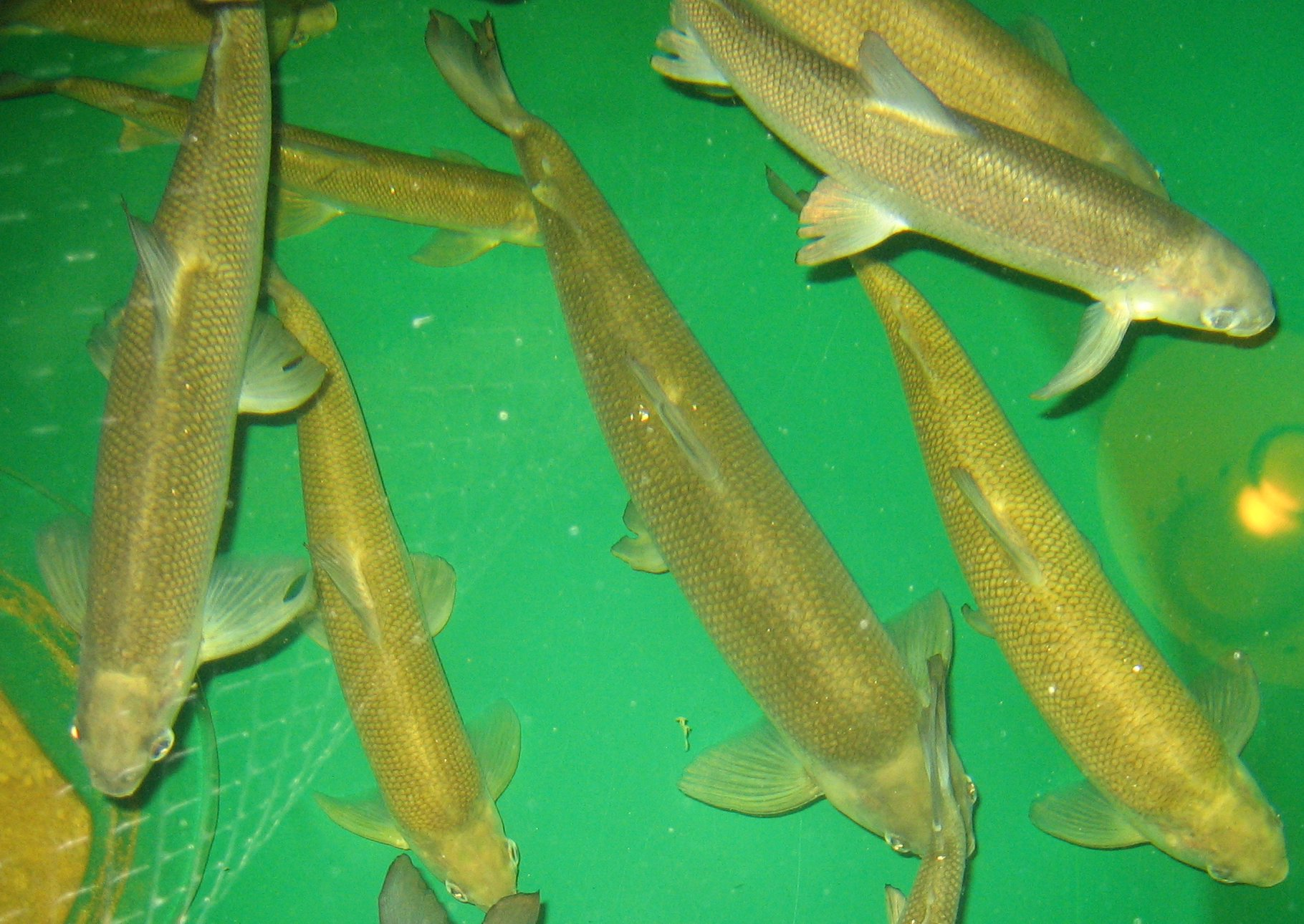
Coregonus clupeaformis

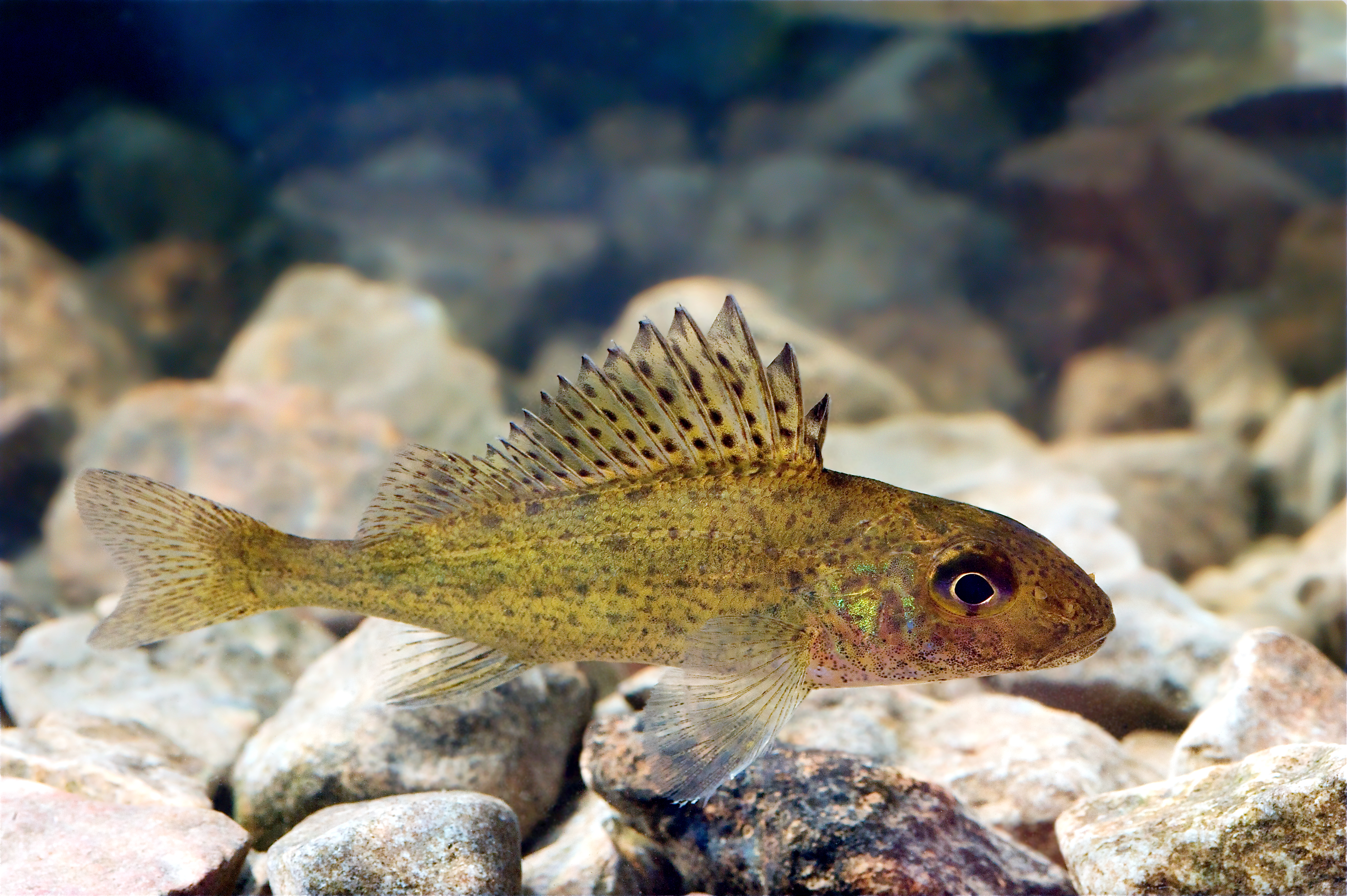
Gymnocephalus cernua

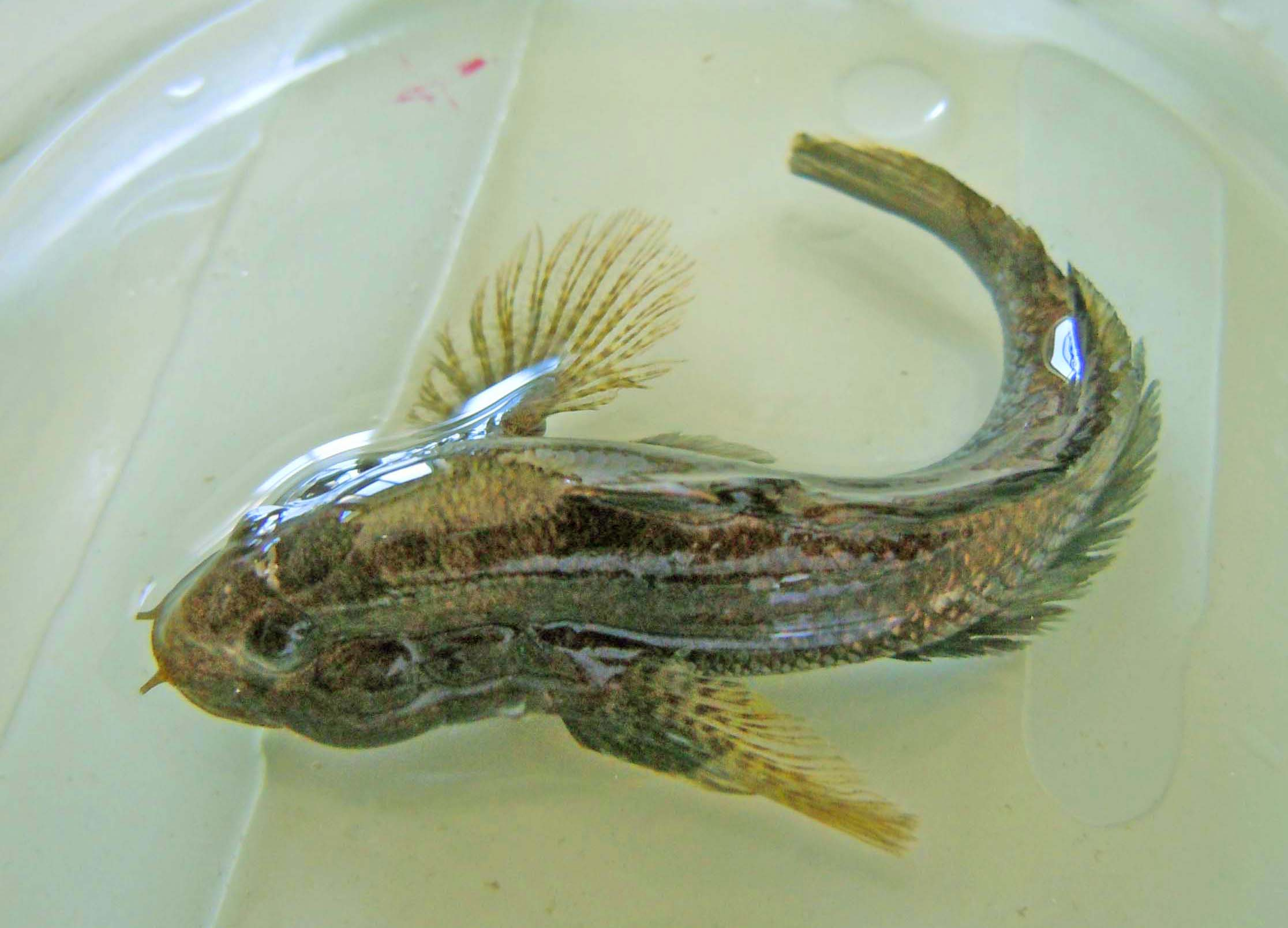
Proterorhinus semilunaris

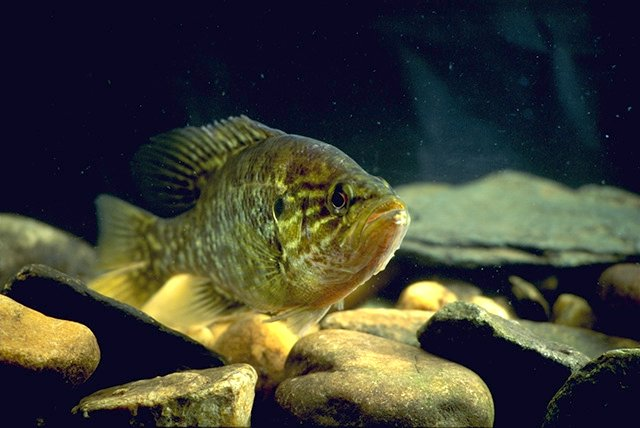
Lepomis gulosus

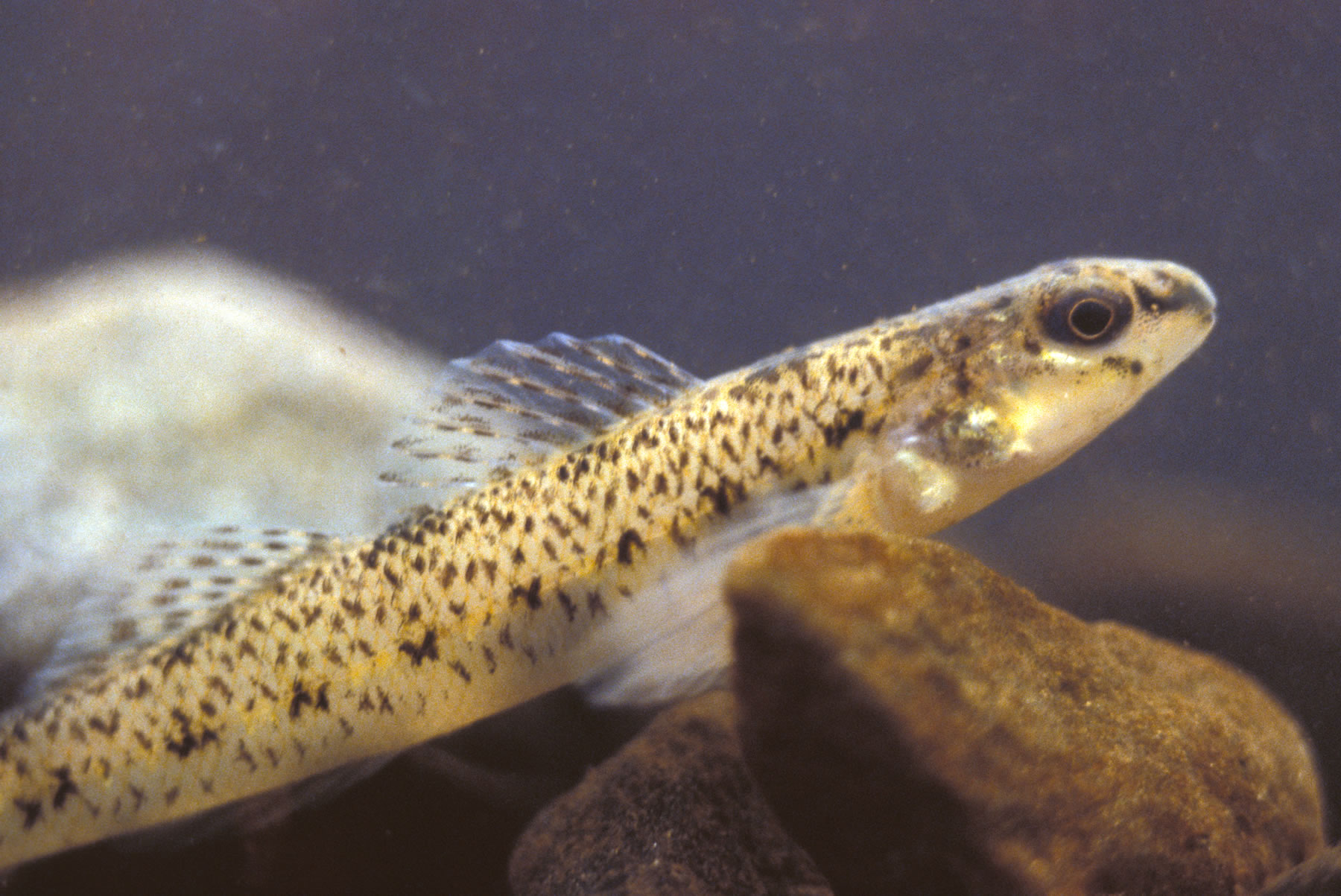
Etheostoma nigrum

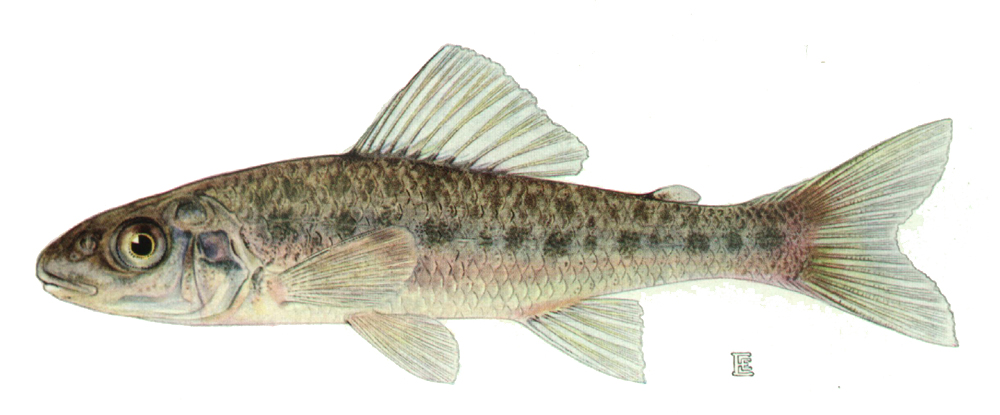
Percopsis omiscomaycus

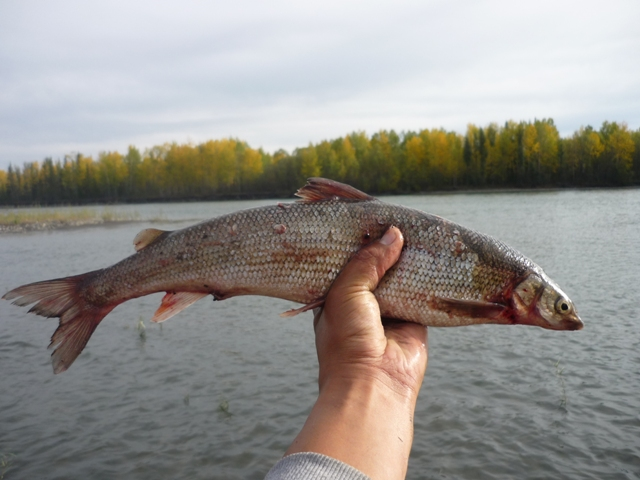
Prosopium cylindraceum

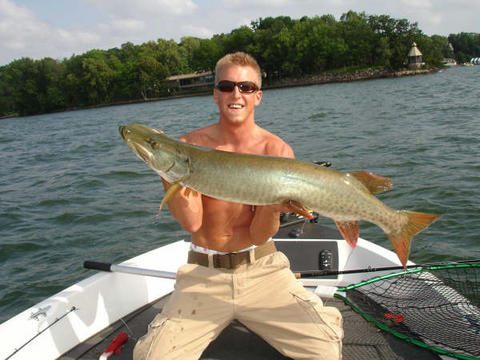
Luci masquinongi (Esox masquinongy)

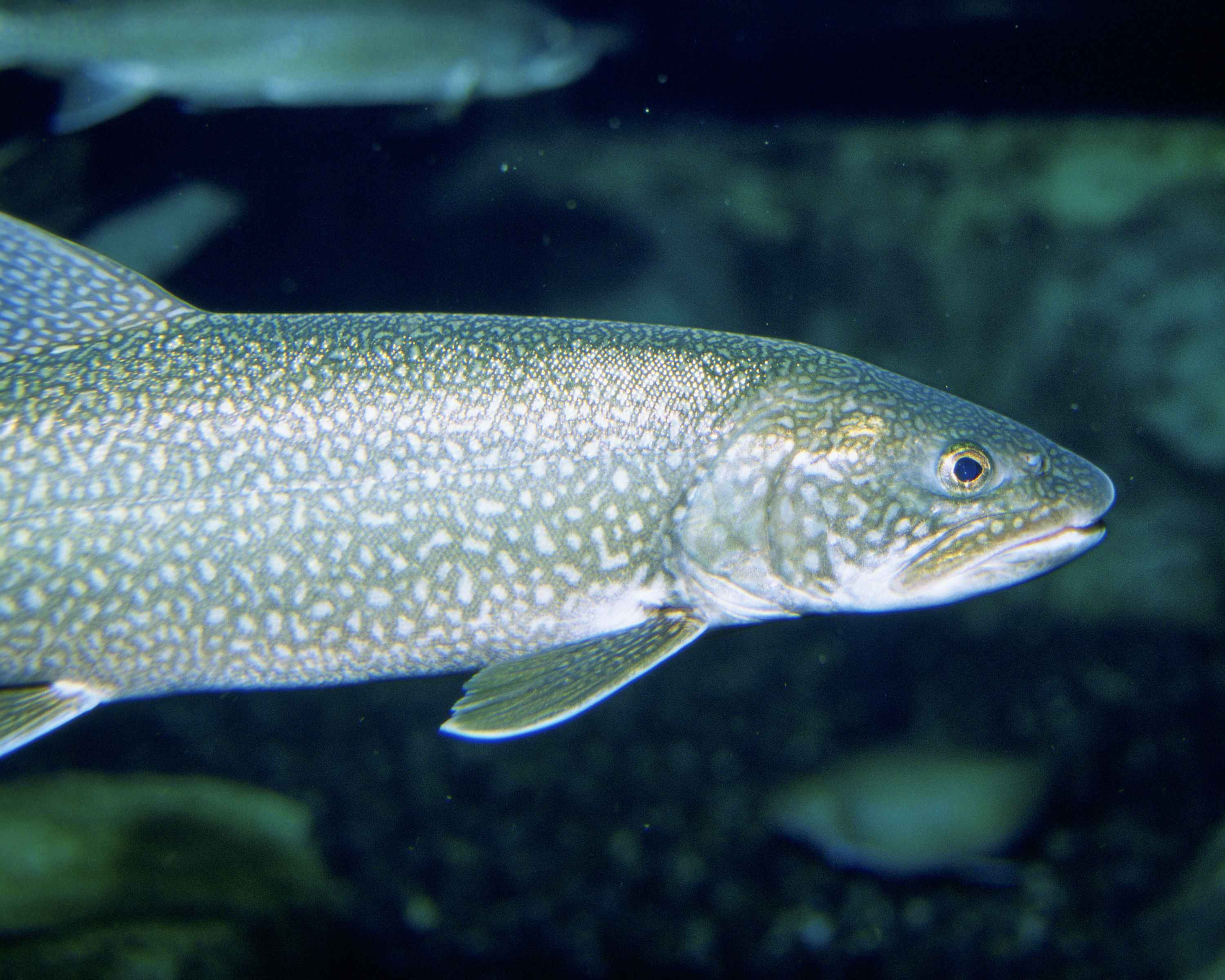
Salvelinus namaycush

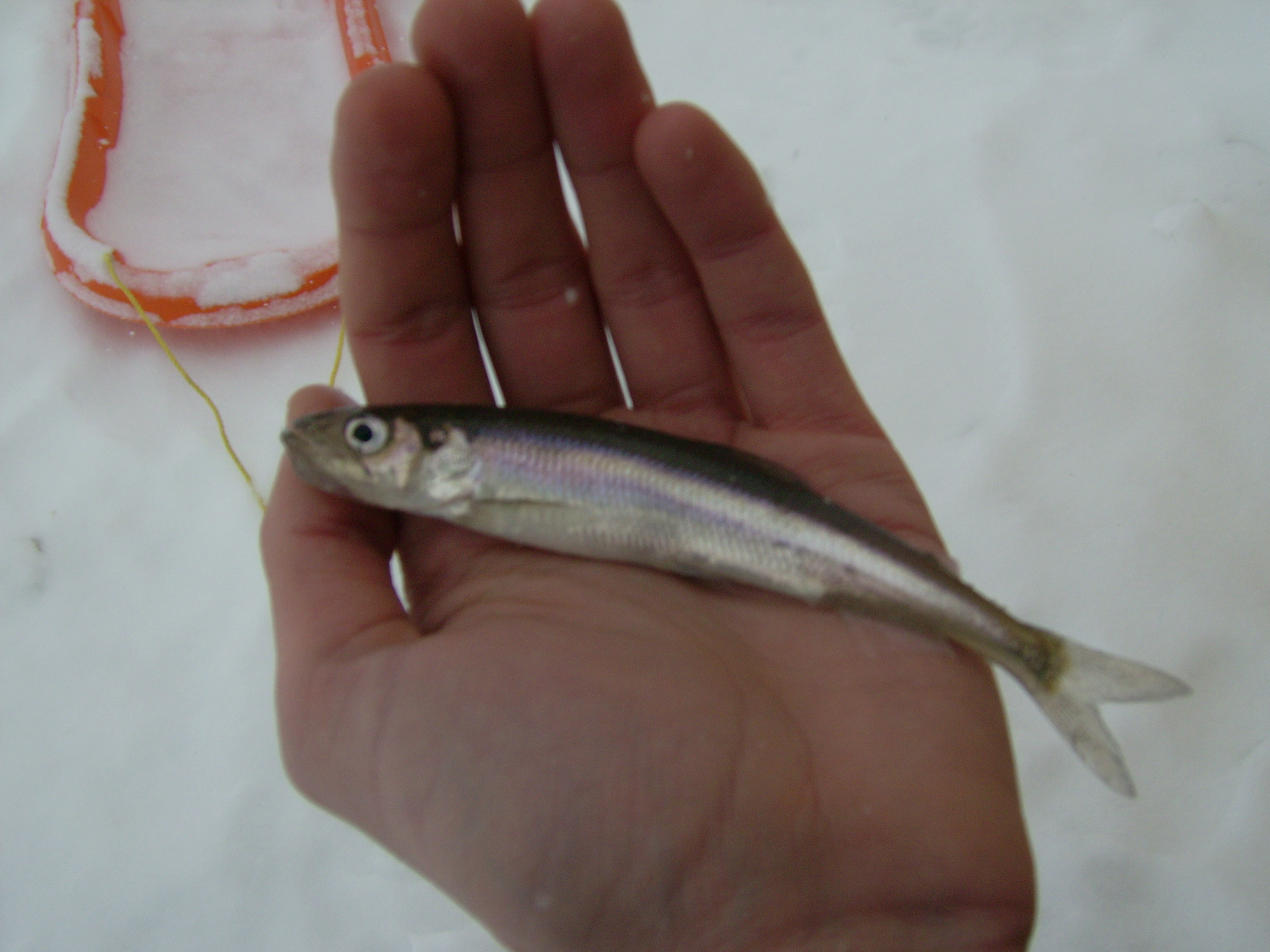
Esperlà nord-americà (Osmerus mordax) del llac Superior

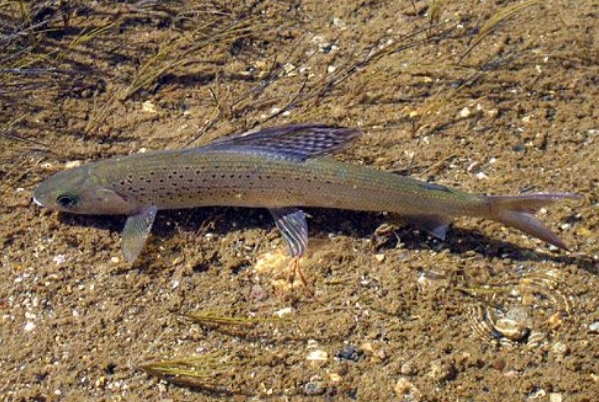
Thymallus arcticus

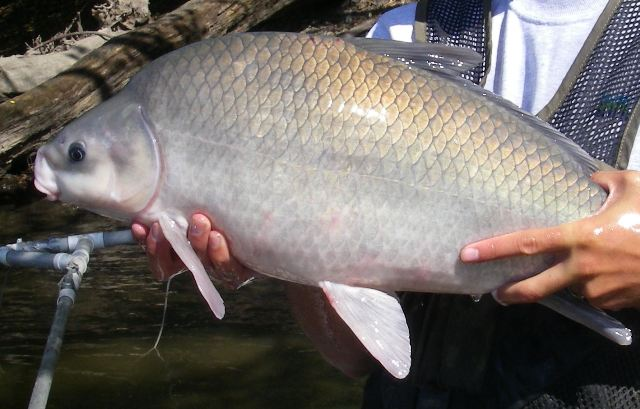
Ictiobus bubalus

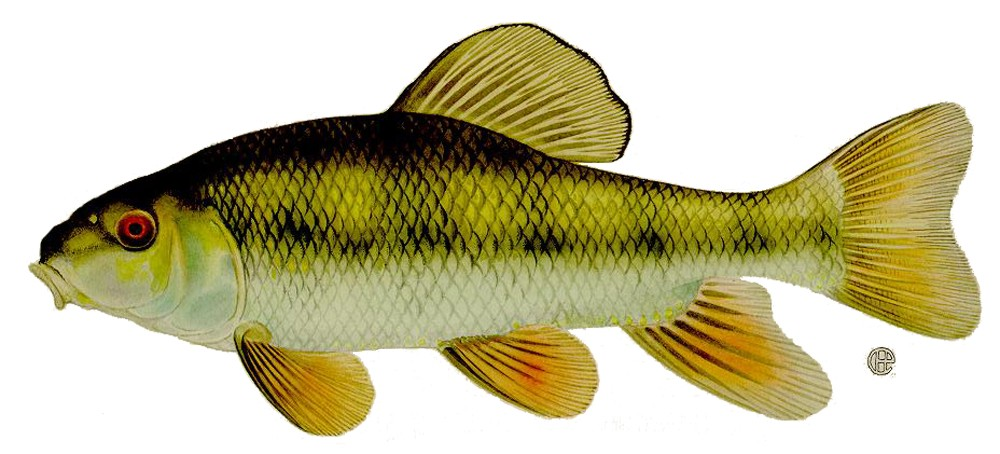
Erimyzon oblongus

Aquesta llista de peixos de Michigan inclou 50 espècies de peixos que es poden trobar actualment a Michigan (Estats Units) ordenades per l'ordre alfabètic de llurs noms científics.

## A
- Acipenser fulvescens[1][2]
- Alosa pseudoharengus[3][4][5][6]
- Amia calva[7]
- Aphredoderus sayanus

## C
- Coregonus alpenae[8]
- Coregonus artedi[9]
- Coregonus clupeaformis[10][11][12]
- Coregonus kiyi[13][14]
- Cottus ricei[15]

## E
- Ericymba buccata[16]
- Erimyzon claviformis
- Erimyzon oblongus
- Esox americanus vermiculatus
- Esox masquinongy[17]
- Etheostoma nigrum[18]
- Etheostoma spectabile

## F
- Fundulus dispar
- Fundulus notatus

## G
- Gymnocephalus cernua

## H
- Hybopsis amblops

## I
- Ichthyomyzon castaneus
- Ictiobus bubalus
- Ictiobus niger

## L
- Lepomis gulosus
- Lota lota[19]

## M
- Macrhybopsis storeriana
- Margariscus margarita
- Misgurnus anguillicaudatus

## N
- Neogobius melanostomus
- Nocomis micropogon[20]
- Notropis dorsalis
- Notropis heterodon[20]
- Notropis heterolepis
- Notropis photogenis[20]
- Notropis procne[20]
- Notropis stramineus[20]
- Notropis texanus
- Notropis volucellus[20]
- Noturus stigmosus

## O
- Oncorhynchus mykiss[21]
- Osmerus mordax[22][23]

## P
- Perca flavescens[24][25]
- Percopsis omiscomaycus[26]
- Prosopium coulterii
- Prosopium cylindraceum[27]
- Proterorhinus semilunaris

## S
- Salmo trutta[28][21]
- Salvelinus fontinalis[28][21][29]
- Salvelinus namaycush[30][31]

## T
- Thymallus arcticus[32][33]